# Daphne du Maurier
Dame Daphne du Maurier, Lady Browning, DBE (London, 1907. május 13. – Par, 1989. április 19.) angol regényíró, életrajz- és drámaíró. Szülei Sir Gerald du Maurier színész-menedzser és felesége, Muriel Beaumont színésznő voltak. Nagyapja George du Maurier író és karikaturista volt.
Bár du Maurier-t a romantikus regényírók közé sorolják, történeteit "hangulatosnak és visszhangzónak" írták le, a paranormális dolgok felhangjával. A legsikeresebb műveit a kritikusok eleinte nem vették komolyan, de azóta tartós hírnevet szereztek a narratív mesterségnek. Sokukat sikeresen adaptálták filmekben, köztük a Rebecca, a Frenchman's Creek, a My Cousin Rachel és a Jamaica Inn című regényeket, valamint a "The Birds" és a "Don't Look Now" novellákat. Du Maurier élete nagy részét Cornwallban töltötte, ahol a legtöbb műve játszódik. Ahogy hírneve nőtt, egyre visszahúzódóbb lett.

## Életrajza

### Fiatalkora

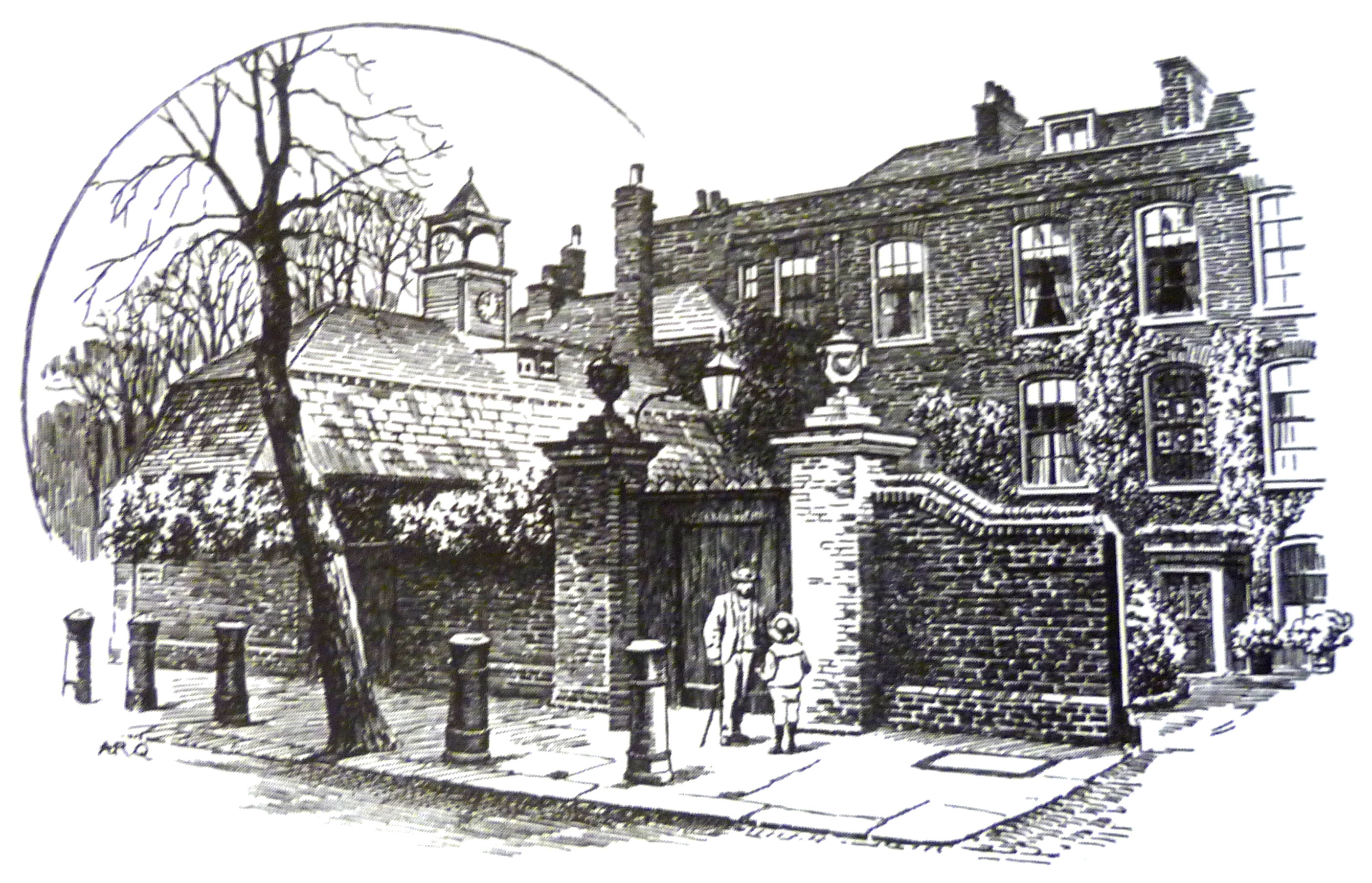
Cannon Hall, Hampstead, rajzolta A.R. Quinton, 1911, ahol du Maurier gyermekkorának nagy részét töltötte.

Daphne du Maurier a londoni Regent's Parkban, a Cumberland Terrace 24. szám alatt született, Sir Gerald du Maurier prominens színész-menedzser és Muriel Beaumont színésznő három lánya közül középsőként. Apai nagyapja George du Maurier író és Punch karikaturista volt, aki megalkotta Svengali karakterét az 1894-es Trilby című regényben. Apai nagybátyja, Guy du Maurier drámaíró volt. Édesanyja Comyns Beaumont újságíró, író és előadó apai unokahúga volt. Nővére, Angela du Maurier színésznő, később író is lett, húga, Jeanne du Maurier festő volt. A Llewelyn Davies fiúk unokatestvére volt, akik J. M. Barrie-t inspirálták a Peter Pan; or, the Boy Who Wouldn't Grow Up című darab szereplőihez.
Kisgyerekként du Maurier számos kiemelkedő színházi színésszel találkozott apja híressége miatt. Amikor találkozott Tallulah Bankheaddel, du Maurier azt mondta, hogy Bankhead a legszebb teremtmény, akit valaha látott.
Gyermekkorát a hampsteadi Cannon Hallban, a család londoni rezidenciájában töltötte, a nyarat pedig a cornwalli Fowey-i otthonukban töltötte, ahol a háború éveiben is éltek.

### Magánélete

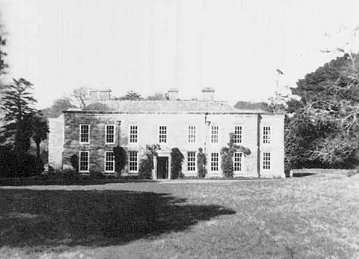
Menabilly ház Foweyban, amelyet du Maurier bérelt 1943-ban. Elhanyagolt állapotából helyreállította, és 1969-ig otthonává tette.

Du Maurier 1932-ben feleségül ment Frederick "Boy" Browning őrnagyhoz (később altábornagy). Három gyermekük született:
- Tessa (sz. 1933), aki Peter de Zulueta őrnagy felesége lett. Válásuk után 1970-ben feleségül ment David Montgomery(wd), Montgomery 2. vikomtjához Alameinből.
- Flavia (sz. 1937), aki Alastair Tower kapitány felesége lett. Válásuk után feleségül ment Sir Peter Leng(wd) tábornokhoz.
- Christian (sz. 1940), fotós és filmes. Feleségül vette Olive White-ot (Miss Ireland(wd) 1961).

Az életrajzírók megjegyezték, hogy du Maurier házassága időnként kissé hideg volt, és hogy elzárkózott és távol tudott lenni gyermekeitől, különösen a lányoktól, ha belemerült az írásába. Férje 1965-ben meghalt, és nem sokkal ezután Daphne Kilmarthba költözött, a cornwalli Par közelében, amely a The House on the Strand színhelye lett.
Du Maurier-t gyakran fagyos magánremetének festették, aki ritkán keveredett társaságba vagy adott interjút. Ez alól kivételt az A Bridge Too Far című film megjelenése jelentett, amelyben néhai férjét kevésbé hízelgő színben tüntették fel. Felháborodva írt az országos újságoknak, helytelenítve a szerinte megbocsáthatatlan bánásmódot. Amikor azonban kikerült a nyilvánosság reflektorfényéből, sokan meleg és rendkívül vicces emberként emlékeztek rá, aki vendégszerető háziasszony volt a Menabillyben, abban a házban, amelyet sok éven át bérelt (a Rashleigh családtól) Cornwallban.
A BBC rádió 1977. szeptember 3-án sugárzott Desert Island Discs című műsorában "lakatlan szigetre száműzött"-ként szerepelt. Választott könyve a The Collected Works of Jane Austen, luxusa pedig a whiskey és a ginger ale volt.
Du Maurier korai tagja volt a Mebyon Kernownak, egy cornwalli nacionalista pártnak.
1907 és 1932 között Daphne du Maurier néven ismerték, amikor férjhez ment Frederick Browninghoz. Még mindig Daphne du Maurier néven írt házassága alatt, Lady Browning néven is ismerték, miután férjét 1946-ban lovaggá ütötték. Amikor 1969-ben a Brit Birodalom Lovagrendje parancsnokának nevezték ki, "Dame Daphne du Maurier, Lady Browning, DBE" címet kapott, de soha nem használta ezt a címet.
Életrajzírója, Margaret Forster szerint senkinek sem beszélt a megtiszteltetésről, így a gyerekei is csak az újságokból értesültek róla. "Arra gondolt, hogy betegségre hivatkozik a felavatás miatt, amíg a gyerekei nem ragaszkodtak ahhoz, hogy ez egy nagyszerű nap lesz az idősebb unokák számára. Így hát túlélte a dolgot, bár utána csendben kislisszolt, hogy elkerülje a sajtó figyelmét."

### Állítólagos kapcsolatok
Du Maurier 1989-es halála után egyes írók feltételezett kapcsolatairól spekuláltak számos nővel, köztük Gertrude Lawrence színésznővel és Ellen Doubleday-vel, amerikai kiadója, Nelson Doubleday feleségével. Emlékirataiban kijelentette, hogy apja fiút szeretett volna; fiús lány lévén, fiúnak szeretett volna születni.
A Helen Taylor által szerkesztett The Daphne du Maurier Companion tartalmazza Taylor állításait, miszerint du Maurier 1965-ben bevallotta neki, hogy vérfertőző kapcsolatban állt az apjával, és hogy erőszakos alkoholista volt.
Levelezésében, amelyet családja kiadott Margaret Forster életrajzírónak, du Maurier néhány megbízható embernek elmagyarázta saját szexualitásának sajátos hajlamát: személyisége két különálló személyből állt – a szerető feleségből és anyából (az oldal, amelyet a világnak mutatott); és a szerető (egy "határozottan férfi energia") gyakorlatilag mindenki elől el van rejtve, és a művészi kreativitásában rejlő erő. Forster életrajza szerint du Maurier úgy gondolta, hogy a „férfi energia” mozgatja az írását. Forster azt írta, hogy du Maurier biszexualitásának tagadása felfedte a valódi természetétől való „homofób” félelmet.
Du Maurier és Lawrence gyermekei is erősen kifogásolták az anyjuk állítólagos intim kapcsolatáról szóló történeteket. Két évvel Lawrence halála után az özvegye, Richard Aldrich által írt életrajza részletesen bemutatja a közte és du Maurier közötti barátságot, amely 1948-ban kezdődött, amikor Lawrence elvállalta du Maurier September Tide című új darabjának főszerepét. Aldrich elmondta, hogy Lawrence 1948-ban megjárta Nagy-Britanniát a darabban, és 1949-ig folytatta a londoni West End színházi negyedben, majd később du Maurier meglátogatta őket az Egyesült Államokban található otthonukban. Aldrich nem tett említést egy lehetséges azonos nemű kapcsolatról.

### Halála
Du Maurier szívelégtelenségben halt meg álmában, 1989. április 19-én, 81 éves korában, a cornwalli pari otthonában, amely számos könyvének színhelye volt. Holttestét privátban, megemlékezés nélkül elhamvasztották (kérésére), hamvait pedig szétszórták a sziklákon Kilmarth és Menabilly környékén, Cornwallban.

## Írói karrier

### Regények, novellák és életrajzok
Családi kapcsolatai segítettek neki irodalmi karrierjének megalapozásában, és korai munkái közül néhányat nagybátyja, Comyns Beaumont Bystander magazinjában publikált. Első regénye, The Loving Spirit 1931-ben jelent meg.
A Rebecca (1938) című regény Du Maurier egyik legsikeresebb műve volt. Azonnali sikert aratott, 1938 és 1965 között közel 3 millió példányban kelt el. A regény soha nem ment ki a nyomtatásból. Az Egyesült Államokban du Maurier elnyerte az 1938-as kedvenc regényéért járó Nemzeti Könyvdíjat a könyvért, amelyet az American Booksellers Association tagjai szavaztak meg. Az Egyesült Királyságban a „nemzet legkedveltebb regényei” között a 14. helyen szerepelt a BBC 2003-as The Big Read felmérésében.
További jelentős alkotások: Jamaica Inn, Frenchman's Creek, Hungry Hill, My Cousin Rachel, The Scapegoat, The House on the Strand és The King's General. Az utolsó Cornwallban játszódik az angol polgárháború idején, és royalista szemszögből íródott.
Du Maurier-t gyakran a "romantikus regényírók" kategóriába sorolták, ezt a kifejezést helytelenítette, mivel regényeinek ritkán van happy endje, és gyakran vannak baljós felhangjai és a paranormális jelenségek árnyai. Ebben a megvilágításban több közös vonása van Wilkie Collins és mások „szenzációregényeivel”, amelyeket csodált. Kate Kellaway kritikus ezt írta: "Du Maurier a kiszámított határozatlanság úrnője volt. Nem akarta nyugtatni olvasói elméjét. Azt akarta, hogy rejtvényei függőben maradjanak. Azt akarta, hogy a regények a végükön túl is kísértsenek bennünket."
Du Maurier Mary Anne (1954) című regénye kitalált beszámoló üknagyanyjáról, Mary Anne Clarke (született: Thompson; 1776–1852), aki 1803 és 1808 között Frederick Augustus, York és Albany hercegének (1763–1827) szeretője volt. Ő volt az óvodai rigmus „York nagyhercege”, III. György fia, IV. György és IV. Vilmos király fivére. Utolsó regényének, a Rule Britannia-nak a központi szereplője egy idősödő színésznő, akiről úgy gondolják, hogy Gladys Cooperről mintázta (akinek a regényt ajánlotta).
Du Maurier novellái sötétebbek: "The Birds", a "Don't Look Now", "The Apple Tree" és a "The Blue Lenses" finoman kidolgozott történetek a terrorról, amelyek egyformán megdöbbentették és meglepték közönségét. Ahogy életrajzírója, Margaret Forster írta: „Eleget tett a népszerű szépirodalom minden megkérdőjelezhető kritériumának, ugyanakkor megfelelt az 'igazi irodalom' szigorú követelményeinek is.”
2011-ben felfedezték Du Maurier elfeledett novelláinak gyűjteményét, amelyet a szerző 21 éves korában írt, és némi betekintést nyújt a lány kiforrott stílusába. Az egyik, a "The Doll" egy fiatal nő megszállottságára vonatkozik egy mechanikus férfi szexbabára; Du Maurier fia, Kit Browning szerint „meglehetősen megelőzte korát”.
Későbbi életében non-fictiont írt, köztük számos életrajzot, például a Gerald-ot, az apja életrajzát. A The Glass-Blowers francia hugenotta őseit követi nyomon, és élénken ábrázolja a francia forradalmat. A The du Mauriers nyomon követi a család 19. századi Franciaországból Angliába költözését.
A The House on the Strand (1969) a „mentális időutazás” elemeit, a 14. századi cornwalli tragikus szerelmi viszonyt és a tudatmódosító szerek használatának veszélyeit ötvözi.
Utolsó regénye, a Rule Britannia (1972) azt a haragot gúnyolja, amelyet a britek, különösen a cornwall-iak éreztek amiatt, hogy egyre fokozódik az Egyesült Királyság ügyeiben való amerikai szerepvállalás. Ezt az utolsó könyvét életrajzírója, Margaret Forster a szerző leggyengébb regényének tartotta.

### Filmadaptációk
A Rebecca-t többször adaptálták színpadra és vászonra is, leginkább Alfred Hitchcock 1940-es Rebecca című filmje ismert. Számos más regényét is filmvászonra adaptálták, köztük a Jamaica Inn-t, a Frenchman's Creek-et, a Hungry Hill-t és a My Cousin Rachel-t 1952-ben és 2017-ben is. A Hitchcock-film, a The Birds (1963) az azonos című novella feldolgozásán alapul, akárcsak a Don't Look Now (1973) című film. Gyakran panaszkodott, hogy a filmek közül csak Hitchcock Rebeccája és Nicolas Roeg Ne nézz vissza! című filmje tetszett neki.
Hitchcocknak a Jamaica Innről való bánásmódját a szerző elutasította, mivel a befejezést teljesen újraírták, hogy alkalmazkodjanak a sztár, Charles Laughton egójához. Du Maurier azt is érezte, hogy Olivia de Havillandot tévesen jelölték a My Cousin Rachel (1952) antihősnőjének szerepére. A Frenchman's Creek jobban teljesített az 1944-ben kiadott pazar Technicolor verzióban. Du Maurier később megbánta, hogy Alec Guinnesst választotta a The Scapegoat című film főszerepére, amelyet részben ő finanszírozott.

### Dráma
Du Maurier három színdarabot írt. Az első a Rebecca című regényének adaptációja volt, amely 1940. március 5-én a londoni Queen's Theatre-ben nyílt meg George Devine produkciójában, Celia Johnson és Owen Nares De Winters szerepében, Margaret Rutherford pedig Mrs. Danvers szerepében. 181 előadás után a produkció átkerült a Strand Színházba, Jill Furse a második Mrs. De Winter, Mary Merrall pedig Mrs. Danvers szerepében, további 176 előadással.
1943-ban megírta az önéletrajzi ihletésű drámát, a The Years Between című drámát, amely egy olyan magas rangú tiszt váratlan visszatérése, akiről azt hitték, hogy meggyilkolták, és aki megtudja, hogy felesége elfoglalta parlamenti képviselői helyét, és romantikus kapcsolatot kezdett egy helyi gazdával. Először 1944-ben a Manchester Operaházban mutatták be, majd Londonba helyezték át, és 1945. január 10-én adták át a Wyndham's Theatre-ben Nora Swinburne és Clive Brook főszereplésével. Az Irene Hentschel által rendezett produkció régóta sláger lett, 617 előadást teljesítettek. Caroline Smith elevenítette fel a Richmond upon Thames-i Orange Tree Színházban 2007. szeptember 5-én, Karen Ascoe és Mark Tandy főszereplésével.
Harmadik darabja, a September Tide egy középkorú nőt ábrázol, akibe a bohém művész veje beleszeret. Ismét Irene Hentschel rendezésében, 1948. december 15-én mutatták be az Aldwych Színházban, Stella szerepében Gertrude Lawrence volt. 1949 augusztusában 267 előadás után bezárt.

### Plágium vádja
Röviddel azután, hogy a Rebecca megjelent Brazíliában, Álvaro Lins kritikus és más olvasók sok hasonlóságot láttak Carolina Nabuco brazil írónő 1934-es, A Sucessora (Az utód) című könyvével. Nabuco és szerkesztője szerint nem csak a fő cselekményt, hanem szituációkat és teljes párbeszédeket is lemásoltak. Du Maurier tagadta, hogy lemásolta volna Nabuco könyvét, ahogy a kiadója is, rámutatva, hogy a Rebeccában használt cselekményelemek, amelyekről azt mondták, hogy plagizáltak voltak, meglehetősen gyakoriak.
A vitát Larry Rohter 2002-es cikkében vizsgálta a The New York Timesban. Nabuco visszaemlékezései szerint, amikor a Rebecca című Hitchcock-filmet először mutatták be Brazíliában, a United Artists azt akarta, hogy Nabuco írjon alá egy dokumentumot, amelyben kijelenti, hogy a hasonlóságok pusztán a véletlenek egybeesése, de ő ezt visszautasította. Rohter Nabuco emlékiratait idézi:
Amikor a „Rebecca” filmváltozata Brazíliába került, a producerek ügyvédje megkereste az ügyvédemet, hogy megkérje, írjak alá egy dokumentumot, amely elismeri, hogy puszta véletlen egybeesés volt. Engem egy „jelentős értékű” mennyiséggel kompenzálnának. Természetesen nem járultam hozzá.
 Rohter megjegyezte: "Nabuco lefordította a regényét franciára, és elküldte egy párizsi kiadónak, akiről csak azután tudta meg, hogy Du Maurier asszony [kiadója] is, miután a Rebecca világsiker lett. A regények cselekményei azonosak, sőt néhány epizód is azonos.
Frank Baker író úgy vélte, hogy du Maurier plagizálta az ő The Birds (1936) című regényét a "The Birds" (1952) című novellájában. Du Maurier a Baker kiadójánál, Peter Llewelyn Daviesnél dolgozott olvasószerkesztőként, amikor beküldte a könyvet. Amikor 1963-ban megjelent Hitchcock The Birds című filmje, amely Du Maurier története alapján készült, Baker fontolóra vette, de nem tanácsolták neki, hogy költséges peres eljárást indítson a Universal Studios ellen.

## Kulturális utalások
- Du Maurier a szabadban és a séta iránti szeretetéről Annabel Abbs(wd) Windswept: Walking in the Footsteps of Remarkable Women (Two Roads, 2021) című könyvében írt, miközben végigkísérte az írónő sétáját a franciaországi Rhône folyó mentén, cornwalli szomszédja és barátja, Clara Vyvyan(wd) kíséretében.
- Nikos Nikolaidis(wd) 1987-es Morning Patrol című filmjének párbeszéde du Maurier publikált műveiből tartalmaz részleteket.
- Daphne du Maurier egyike volt annak az öt "Women of Achievement"-nek, akiket kiválasztottak az 1996 augusztusában kibocsátott brit bélyegkészlethez.[59]
- Az English Heritage(wd) vitákat váltott ki 2008 júniusában azzal, hogy elutasította azt a kérelmet, hogy Hampstead-i otthonának Kék plakettel emlékezzenek meg. 2011-ben emléktáblát helyeztek el a hampsteadi Well Street-i Cannon Cottage-on, amelyet a Heath and Hampstead Társaság állított fel.[60]
- 2013-ban Ned Browning unokája du Maurier Watches márkanéven kiadott egy férfi és női karóra kollekciót a Rebecca című regény szereplői alapján.[61]
- A 2014-es The House at the End of Hope Street című regényben[62] du Maurier azon nők egyikeként szerepel, akik a címadó házban éltek.[63]
- Bedelia Du Maurier kitalált karakterét a Hannibal című televíziós sorozatban részben Du Maurierről nevezték el, mert a film alkotója, Bryan Fuller(wd) Alfred Hitchcock rajongója, aki du Maurier három könyvét adaptálta filmre.[64]
- Daphne du Maurier szerepel Rose Tremain(wd) "The Housekeeper" (A házvezetőnő) című novellájában. A történet egy leszbikus viszonyt képzel el du Maurier és egy lengyel házvezetőnő között, akit aztán Mrs. Danversként képzelnek el a Rebeccában.

## Művei

### Regények
- The Loving Spirit (1931)
- I'll Never Be Young Again (1932)
  - Nyugtalan évek – Singer és Wolfner, Budapest, 1942 · Fordította: Kosáryné Réz Lola
- The Progress of Julius (1933) (később Julius néven újra megjelent)
- Jamaica Inn (1936)
  - Fekete éjszakák – Nova Irodalmi Intézet, Budapest, 1941 · Fordította: Tábori Kornél
  - A fogadó titka – Koktél, Budapest, 1991 · ISBN 9632826035 · Fordította: Bittsánszky Sarolta
- Rebecca (1938)
  - A Manderley-ház asszonya – Európa, Budapest, 1994 · ISBN 9630757222 · Fordította: Ruzitska Mária
- Frenchman's Creek (1941)
  - Halott éjszakák – Singer és Wolfner, Budapest, 1943 · Fordította: Kosáryné Réz Lola
  - A francia kalóz szeretője – Mezőgazdasági, Debrecen, 1991 · ISBN 9632344987 · Fordította: Dáczer Éva
- Hungry Hill (1943)
  - Arany és korom – Új Idők Irodalmi Intézet, Budapest, 1944 · Fordította: Kosáryné Réz Lola
- The King's General (1946)
  - Bál és ostrom – Új Idők Irodalmi Intézet, Budapest, 1946 · Fordította: Kosáryné Réz Lola
- The Parasites (1949)
- My Cousin Rachel (1951)
- Mary Anne (1954)
- The Scapegoat (1957)
- Castle Dor (1961) (with Sir Arthur Quiller-Couch)[65]
- The Glass-Blowers (1963)
- The Flight of the Falcon (1965)
- The House on the Strand (1969)
- Rule Britannia (1972)

### Színdarab
- Rebecca (1940) (a regény színpadi változata)
- The Years Between (1945)
- September Tide (1948)

### Novella
- Happy Christmas (1940)

### Novellagyűjtemények
- The Apple Tree (1952); Kiss Me Again, Stranger (1953) címmel az Egyesült Államokban, két további történettel; később The Birds and Other Stories néven újra kiadták
- Early Stories (1959) (1927 és 1930 között írt történetek)[66]
- The Breaking Point (1959) (más néven The Blue Lenses)
- The Birds and Other Stories (1963) (The Apple Tree újra kiadása)[67]
  - Madarak – GABO, Budapest, 2014 · ISBN 9789636899219 · Fordította: Bihari György
- Not After Midnight (1971);[68] Don't Look Now címmel jelent meg az Egyesült Államokban, majd később az Egyesült Királyságban is
- The Rendezvous and Other Stories (1980)
- Classics of the Macabre (1987) (korábbi történetek antológiája, illusztrálta Michael Foreman(wd), AKA Echoes from the Macabre: Selected Stories)
- Don't Look Now (2008) (új antológia a New York Review Books kiadásában)
  - Ne nézz vissza! – Holistic, Budapest, 2008 · ISBN 9789638080479 · Fordította: Barthó Levente, Béresi Csilla
- The Doll: The Lost Short Stories (2011) (korai novellák)

### Non-fiction
- Gerald: A Portrait (1934)
- The du Mauriers (1937)
- "A Writer Is a Strange Creature," The Writer(wd), (November 1938)
- Come Wind, Come Weather (1940) (közönséges angol emberek igaz történetei a második világháború alatt)
- The Young George du Maurier: a selection of his letters 1860–67 (1951)
- The Infernal World of Branwell Brontë (1960)
- Vanishing Cornwall (1967) (fia, Christian fényképeit tartalmazza)
- Golden Lads: Sir Francis Bacon, Anthony Bacon and their Friends (1975)
- The Winding Stair: Francis Bacon, His Rise and Fall (1976)
- Growing Pains – the Shaping of a Writer (1977) (más néven Myself When Young – The Shaping of a Writer)
- The Rebecca Notebook and Other Memories (1983)
- Enchanted Cornwall (1989)

## Fordítás
- Ez a szócikk részben vagy egészben  a   Daphne du Maurier című angol Wikipédia-szócikk fordításán alapul.  Az eredeti cikk szerkesztőit annak laptörténete sorolja fel. Ez a jelzés csupán a megfogalmazás eredetét és a szerzői jogokat jelzi, nem szolgál a cikkben szereplő információk forrásmegjelöléseként.